# Statuty Orselna
Statuty Orselna – dokument będący falsyfikatem, który miał przyznawać mistrzowi krajowemu Niemiec kontrolę nad wielkim mistrzem Zakonu krzyżackiego. Powstał za rządów mistrza krajowego Niemiec Eberharda von Seinsheim zapewne około 1437 roku, ale był przypisywany Wernerowi von Orselnowi.

## Przyczyny powstania
Po bitwie pod Grunwaldem pozycja wielkiego mistrza uległa zachwianiu, w związku z tym przywódcy niemieckiej i inflanckiej gałęzi dążyli do większej autonomii. Sprzeciw budziły także żądania wielkiego mistrza finansowania kosztownych wojen z Polską. Niemiecka gałąź zakonu musiała opłacać najemników, którzy szybko przestawali być potrzebni, gdyż pruska część zakonu zawierała z Polską rozejm lub pokój. Główną przyczyną stworzenia statusów Orselna były jednak pokój mełneński i pokój w Brześciu Kujawskim, w których pruska gałąź Zakonu krzyżackiego zrzekła się ziemi z pominięciem Kapituły Generalnej, co wywołało liczne protesty w Rzeszy. W związku z tym mistrz krajowy Niemiec Eberhard von Seinsheim postanowił wykorzystać Statuty Orselna w celu obniżenia autorytetu wielkiego mistrza Paula von Rusdorfa.

## Treść statutów i spory wielkiego mistrza z mistrzem niemieckim
Statuty mówiły, że mistrz niemiecki ma prawo do pozwania wielkiego mistrza przed Kapitułę Generalną, która składa się z dostojników trzech gałęzi zakonu: inflanckiej, pruskiej i niemieckiej. W 1437 roku statuty zostały potwierdzone przez sobór bazylejski. W związku z tym Eberhard von Seinsheim zwołał kapitułe do Mergentheim, której celem było osądzenie wielkiego mistrza. Paul von Rusdorf potraktował statuty jako fałszerstwo i z tego powodu zdymisjonował mistrza niemieckiego. Kapituła jednak się odbyła, ale wzięli w niej udział tylko komturzy z terenów, nad którymi władzę sprawował mistrz niemiecki oraz z Frankonii. Podczas kapituły mistrz niemiecki samodzielnie mianował mistrza krajowego Inflant. Statuty Orselna popierane były przez szlachtę Rzeszy, co utrudniało wielkiemu mistrzowi działanie. W związku z tym Paul von Rusdorf zdecydował się ustąpić z urzędu.
Nowy wielki mistrz Konrad von Erlichshausen początkowo uznał statuty, ale później próbował odzyskać swoją władzę. W tym celu wysłał do Niemiec wizytatorów, aby przejęli pieczęcie niemieckich dostojników. Plan się nie powiódł i wielki mistrz pogodził się z sytuacją. Nowy mistrz niemiecki Eberhard von Stetten prowadził znacznie mniej agresywną politykę.

## Rola statutów po 1525 roku
Po sekularyzacji pruskiej gałęzi zakonu doszło do rywalizacji o pierwszeństwo między niemiecką i inflancką. Powołując się na statuty Orselna mistrzowie niemieccy, jak np. Dietrich von Cleen żądali dla siebie tytułu namiestnika wielkiego mistrza. Mistrz niemiecki Walter von Cronberg zdobył od cesarza tytuł Administratora Urzędu Wielkiego Mistrza.